# 聖奧諾弗雷 (蘇克雷省)
聖奧諾弗雷是哥倫比亞的城鎮，位於該國北部，由蘇克雷省負責管轄，距離首府辛塞萊霍57公里，始建於1774年6月12日，面積1,102平方公里，海拔高度30米，2005年人口46,383。

## 外部連結
- （西班牙文） Gobernacion de Sucre - San Onofre
- （西班牙文） San Onofre official website

9°44′N 75°32′W / 9.733°N 75.533°W